# Kitty Kallen
Kitty Kallen (Philadelphia, 1921. május 25. – Cuernavaca, 2016. január 7.) amerikai énekesnő volt. Karrierje az 1930-as évektől az 1960-as évekig ívelt, beleértve a big band éveinek swing-korszakát, a második világháború utáni popzenét és a korai rock and rollt. 1954-ben a Billboard és a Variety szavazásán is a „legnépszerűbb női énekesnőnek” választották.

## Pályakép
Szülei hét gyermekének egyike volt. Kitty Kallen gyerekként megnyert egy tehetségkutató versenyt. Amikor hazatért a nyereményével − egy fényképezőgéppel − apja nem hitt neki, és megbüntette a fényképezőgép ellopása miatt. Kallen apja csak akkor jött rá a tévedésre, amikor a szomszédok meglátogatták, hogy gratuláljanak neki. Azután felvették énekesnek egy philadelphiai gyermekrádióhoz. Még tinédzserként Jan Savitt (1936), Artie Shaw (1938) és Jack Teagarden (1940) big bandjében énekelt.
Hozzáment Teagarden klarinétosához, Clint Garvinhoz, és el kellett hagyniuk a zenekart. A házasságot később érvénytelenítették.
Röviddeel ezután Bobby Sherwooddal együtt énekelt Jimmy Dorsey együttesében, többek között a Bésame muchot. Főleg Bob Eberlyvel énekelt duetteket. Amikor 1943 végén Eberlyt behívták a hadseregbe, Kitty Kallen csatlakozott Harry James big bandjéhez. Népszerű rádió-, film- és klubénekesnő lett, de karrierje csúcsán olyan hangproblémái támadtak, hogy szünetet kellett tartania. 1954-ben visszatérését legnagyobb slágerével koronázta meg; a „Little Things Mean a Lot”-t a Billboard olvasói az év legnépszerűbb dalának választották, Kitty-t pedig a legnépszerűbb énekesnőnek a Billboardban és a Variety-ben. A „Little Things Mean A Lot” 1. helyezést ért el az amerikai slágerlistákon, és 26 hétig volt a legjobb 30-ban. Következő kislemeze, az „In The Chapel In The Moonlight” az 5. helyen volt a tízes listán.

## Lemezválogatás
- 1944: Bésame mucho ( + Bob Eberly, Jimmy Dorsey Big Band)
- 1944: They’re Either Too Young or Too Old (Jimmy Dorsey Big Band)
- 1945: I’m Beginning to See the Light (Harry James Big Band)
- 1945: It’s Been a Long Long Time (Harry James Big Band)
- 1949: Kiss Me Sweet (Mitch Miller zenekara)
- 1950: Juke Box Annie (Harry Geller’s Orchestra)
- 1950: Our Lady of Fatima (Richard Hayes and Jimmy Carroll’s Orchestra)
- 1951: The Aba Daba Honeymoon
- 1953: Are You Looking for a Sweetheart?
- 1954: Little Things Mean a Lot
- 1954: In the Chapel in the Moonlight
- 1954: I Want You All to Myself
- 1955: Go On With the Wedding
- 1955: Sweet Kentucky Rose
- 1959: If I Give My Heart to You
- 1960: That Old Feeling
- 1963: My Coloring Book

## Díjak
- 1960: Hollywood Walk of Fame